# Anders Holmberg (domkyrkoorganist)
Anders Holmberg, född 15 mars 1799 i Kalmar stadsförsamling, Kalmar län, död där 29 juli 1870 i Kalmar stadsförsamling, Kalmar län, var en svensk domkyrkoorganist.

## Biografi
Holmberg var elev till organisten Daniel Magnus Walin i Västerås. Han studerade åren 1822–1827 i Stockholm. Holmberg blev 1827 organist och musikant i Kalmar domkyrkoförsamling, Kalmar. 1835 blev han även domkyrkoorganist i församlingen. Holmberg avled 29 juli 1870 i Kalmar.